# Ford Nucleon
Ford Nucleon — концепт-авто, що працює за рахунок компактного ядерного реактора. Був розроблений компанією Форд в 1958 році, але жодної робочої моделі так і не було побудовано.

## Опис
В концепті не було передбачено двигуна внутрішнього згоряння. Автомобіль повинен був приводитись в дію за рахунок енергії невеликого ядерного реактора, розташованого в задній частині транспортного засобу. Капсула з радіоактивним пальним розташовувалася також ззаду і була захищена подвійним дном. Капсули планувалися взаємозамінними для легкості «дозаправитися» в тривалій подорожі. Автомобіль повинен був використовувати паровий двигун, який працював від поділу урану, подібно до того, як це реалізовано в атомних підводних човнах.

Передбачалось, що на одній капсулі з ядерним пальним авто зможе подолати біля 8000 км (5000 миль) чи більше, залежно від типу встановленої капсули. Після того як заряд закінчиться, пальне можна було б замінити на спеціальних технічних станціях, які планувались як заміна традиційним заправним станціям.
З макетом автомобіля можна ознайомитися в музеї Генрі Форда, Дірборн, штат Мічиган.

## Світлини

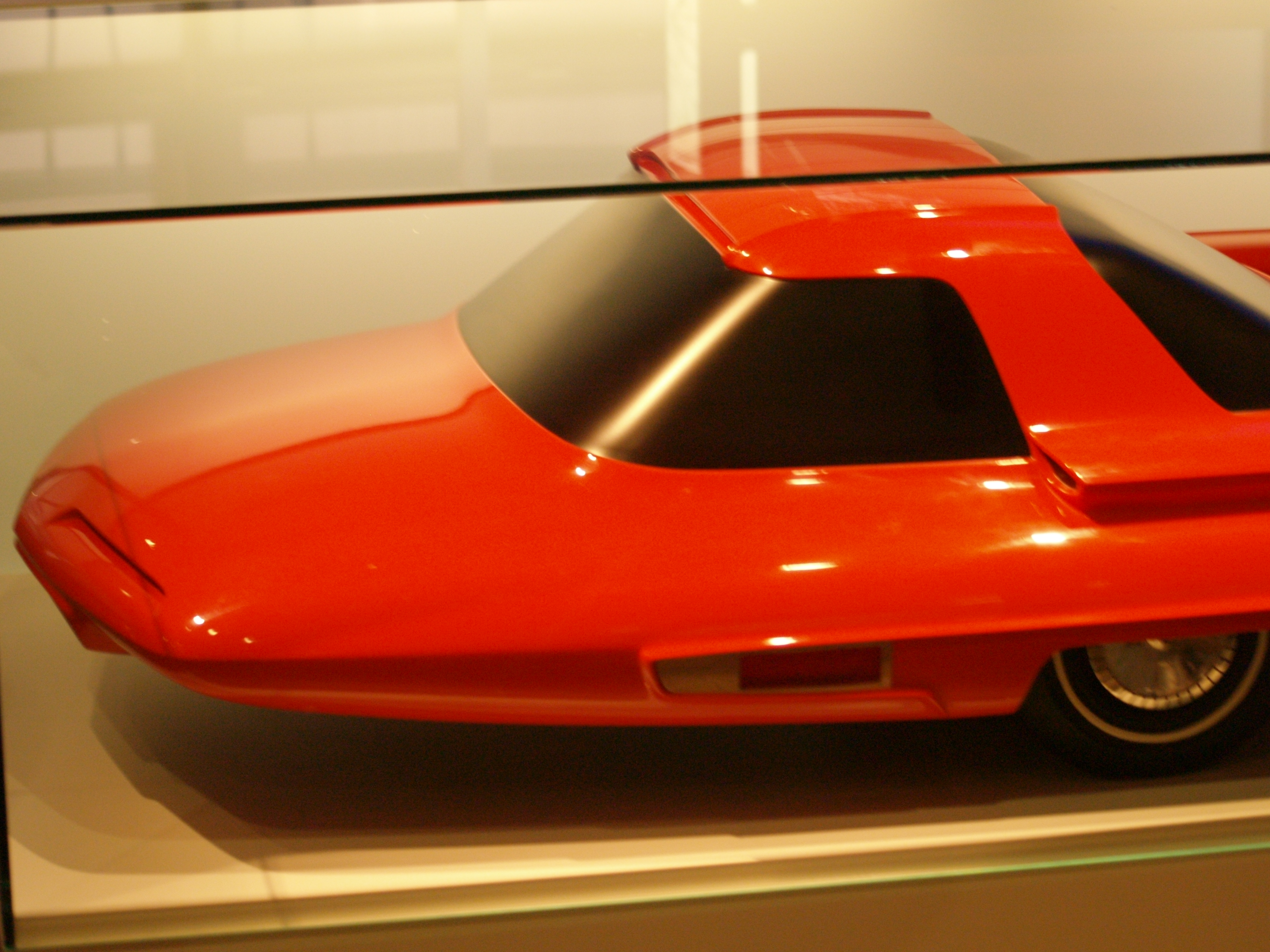
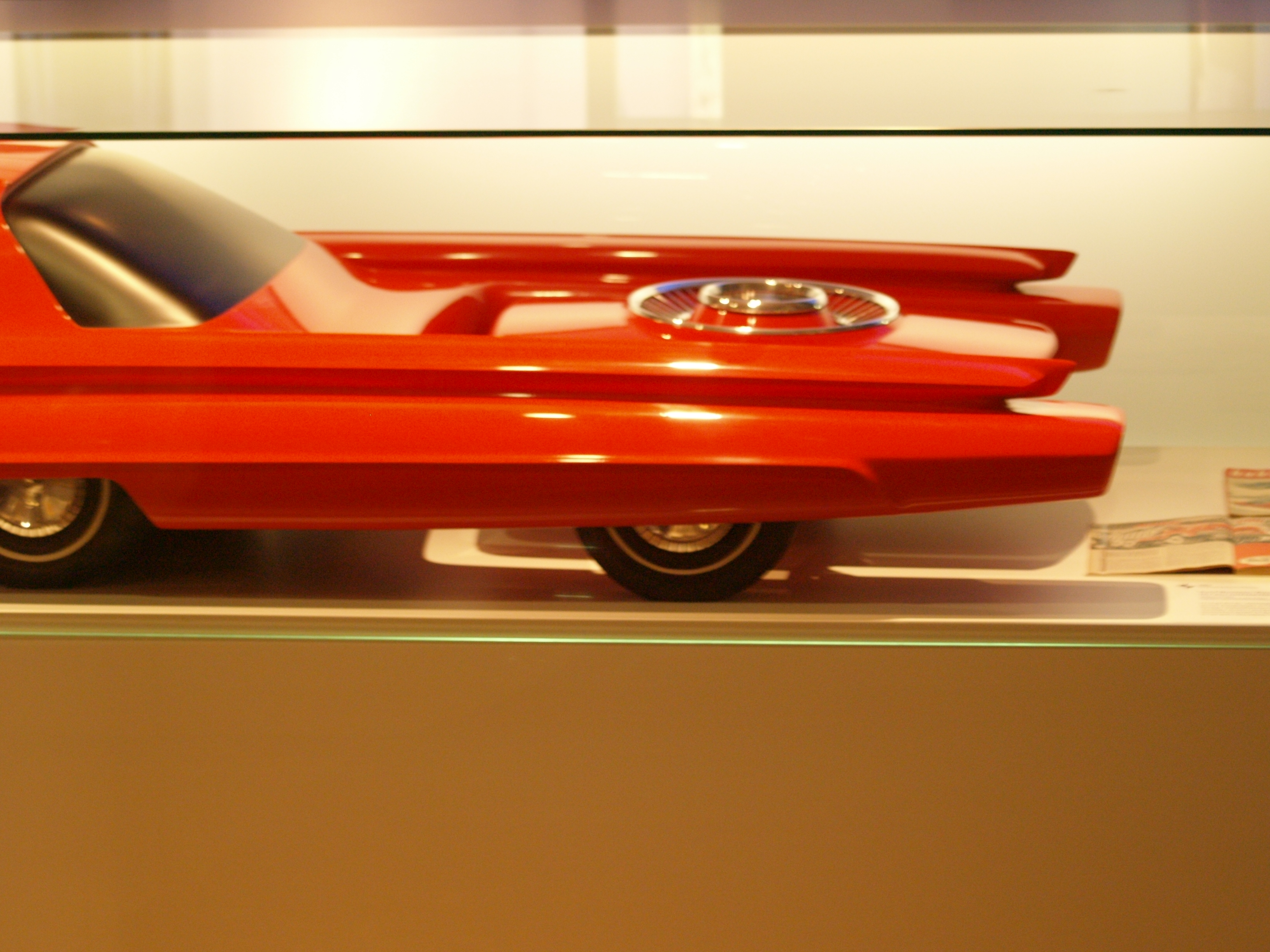
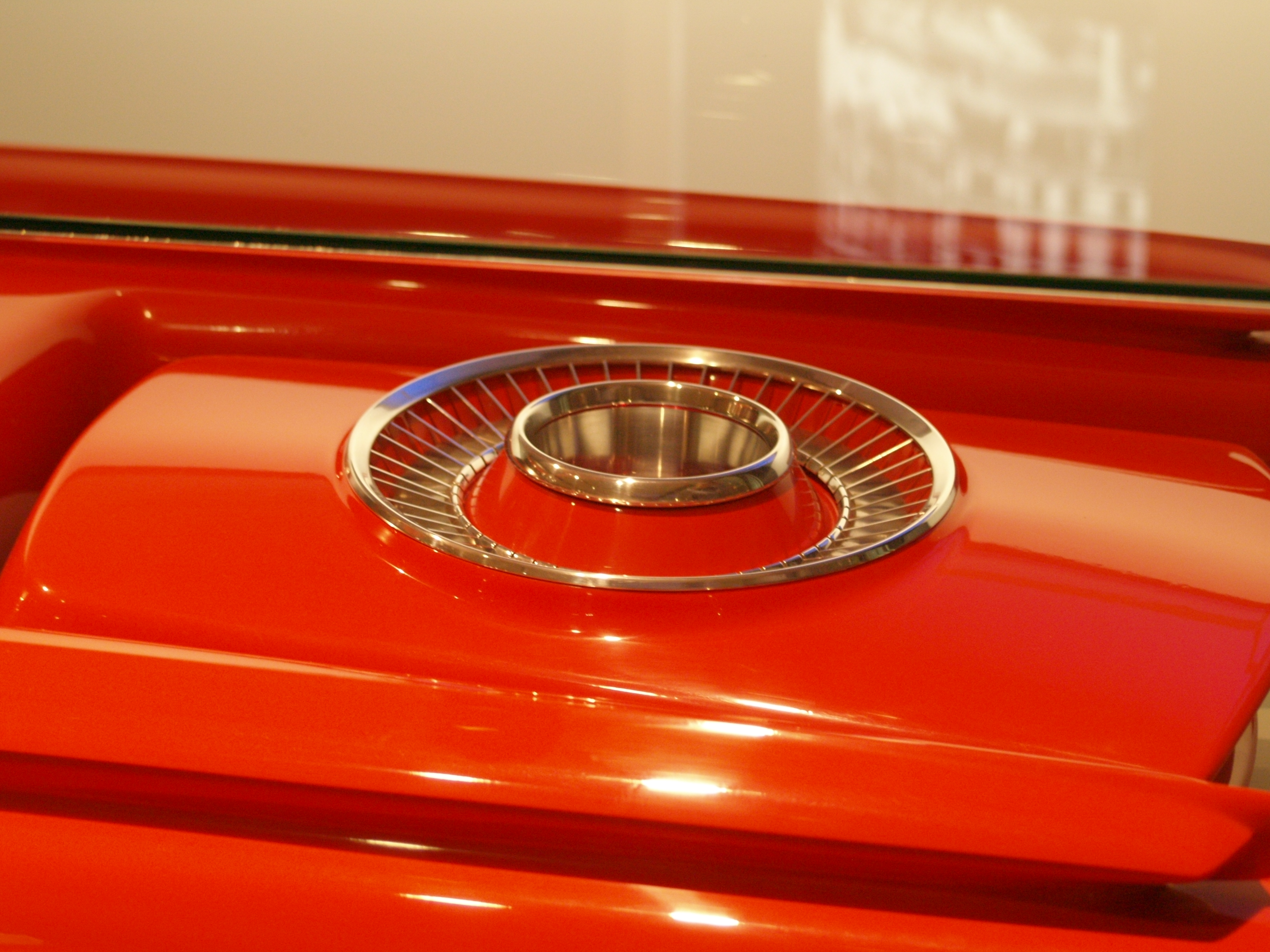
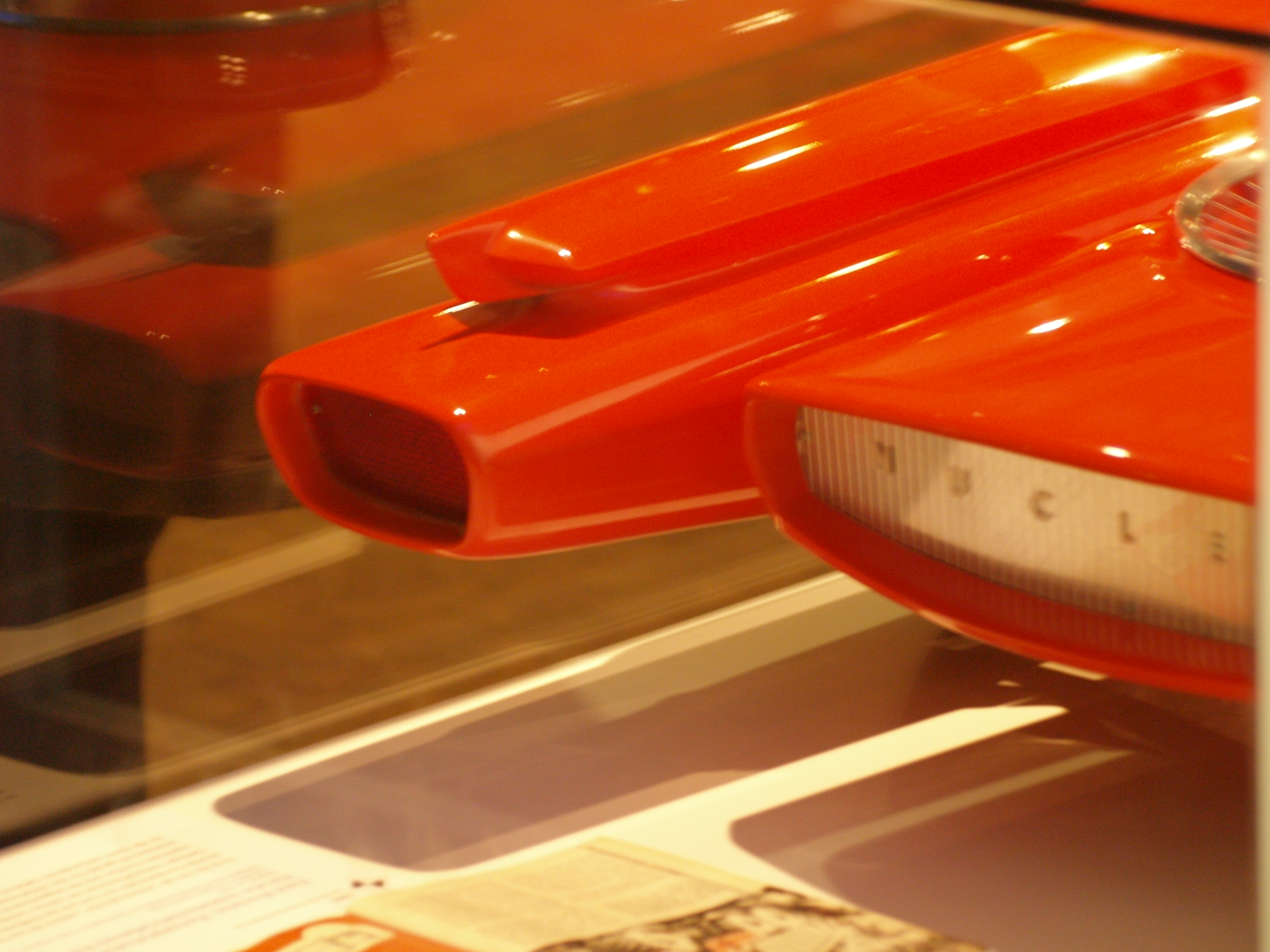
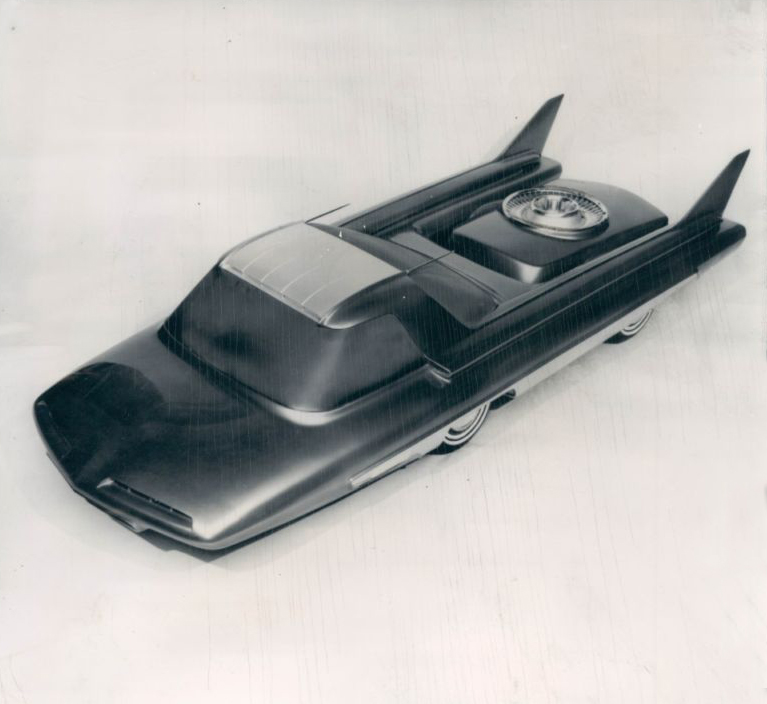